# Angad Pratap
Angad Pratap (Prayagraj — 17 de julho de 1982) é um piloto de teste da Força Aérea Indiana e um dos quatro astronautas que voarão para o espaço como parte das primeiras missões tripuladas da Índia.

## Carreira
Pratap foi incluído no processo de seleção de astronautas em 2019 pelo Instituto de Medicina Aeroespacial (IAM), uma organização subordinada à Força Aérea Indiana. Mais tarde, foi selecionado entre os quatro finalistas pelo IAM e a ISRO. Em 2020, ele foi à Rússia para realizar o treinamento básico com outros três astronautas selecionados. O treinamento básico foi concluído em 2021. Retornou à Índia e participou de treino adicional no Centro de Treinamento de Astronautas em Bangalore.
Ele foi anunciado como parte do primeiro grupo de astronautas da ISRO no dia 27 de fevereiro de 2024, quando o primeiro-ministro Narendra Modi anunciou os nomes dos membros da equipe de astronautas para a primeira missão espacial da Índia no Centro Espacial Vikram Sarabhai, da ISRO, em Thiruvananthapuram.